# Gmina Mysłakowice
Die Gmina Mysłakowice [mɨswakɔˈvʲitsɛ] ist eine Landgemeinde im Powiat Karkonoski der Woiwodschaft Niederschlesien in Polen. Ihr Sitz ist das gleichnamige Dorf (deutsch Zillerthal-Erdmannsdorf) mit etwa 4500 Einwohnern.
Die Gemeinde gehört der Euroregion Neiße an.

## Geographie

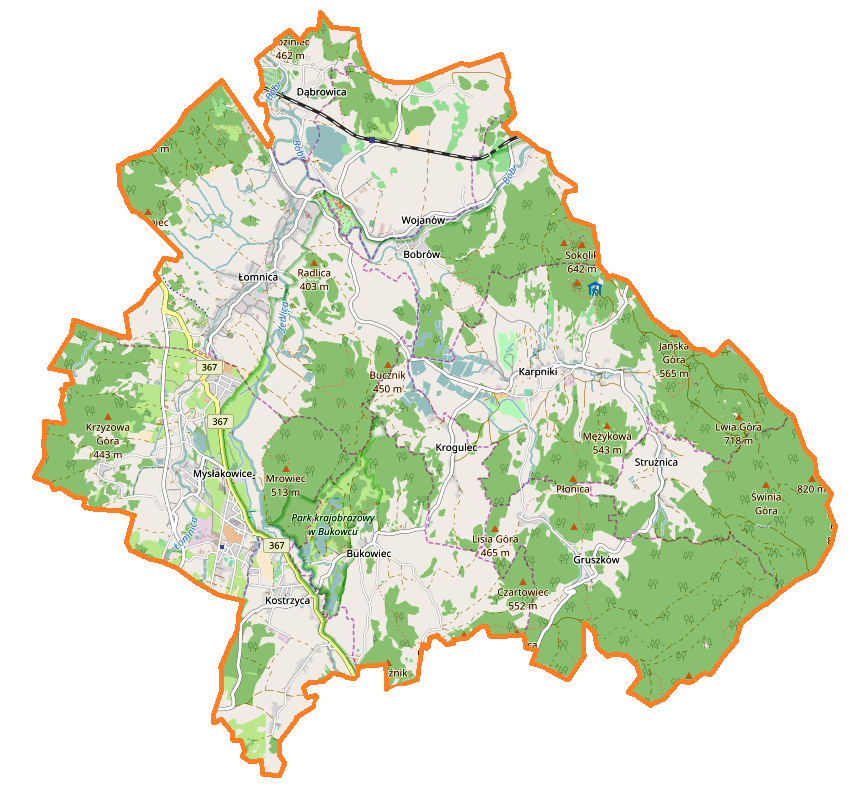
Karte der Gemeinde

Die Gemeinde liegt im Südwesten der Woiwodschaft. Breslau liegt etwa 70 Kilometer nordöstlich, die Grenze nach Tschechien ist fünf Kilometer entfernt. Nachbargemeinden sind die Kreisstadt Jelenia Góra (Hirschberg im Riesengebirge) im Nordwesten, Janowice Wielkie im Nordosten, Kamienna Góra im Südosten, Kowary im Süden und Podgórzyn im Westen.
Die Gemeinde hat eine Fläche von nahezu 88 km², von der 48 Prozent land- und 38 Prozent forstwirtschaftlich genutzt werden. Sie liegt im Hirschberger Tal (Kotlina Jeleniogórska). Zu den Fließgewässern gehören Bóbr (Bober) und Łomnica (Große Lomnitz). Die bergigen Teile im Südosten des Gebiets gehören zu den Falkenbergen (Sokole Góry) des Landeshuter Kamms (Rudawy Janowickie). Im Süden schließt sich das Riesengebirge (Karkonosze) an.

## Geschichte
Die Landgemeinde wurde 1973 aus Gromadas der 1954 aufgelösten Gemeinden Karpniki und Łomnica neu gebildet. Sie kam 1975 von der Woiwodschaft Breslau zur Woiwodschaft Jelenia Góra, der Powiat wurde aufgelöst. Zum 1. Januar 1999 kam die Gemeinde zur Woiwodschaft Niederschlesien und zum wiedererrichteten Powiat Jeleniogórski. Letzterer wurde 2021 in Powiat Karkonoski umbenannt.

## Partnerschaften
Gemeindepartnerschaften bestehen mit Boxberg/Oberlausitz sowie Leopoldshöhe  in Deutschland, Iława sowie Istebna in Polen und Trutnov in Tschechien.

## Gliederung
Die Landgemeinde (gmina wiejska) Mysłakowice besteht aus zehn Dörfern mit einem Schulzenamt (sołectwo; deutsche Namen, amtlich bis 1945):
- Bukowiec (Buchwald)
- Dąbrowica (Eichberg)
- Gruszków (Bärndorf)
- Karpniki (Fischbach)
- Kostrzyca (Quirl)
- Krogulec (Södrich)
- Łomnica (Lomnitz)
- Mysłakowice (Zillerthal-Erdmannsdorf)
- Strużnica (Neudorf)
- Wojanów (Schildau)

Ein kleineres Dorf ist Bobrów (Boberstein). Januszowice (auch Jasiowa Dolina, Johannisthal) ist ein Ortsteil von Wojanów.

## Schloss Bukowiec(Buchwald)

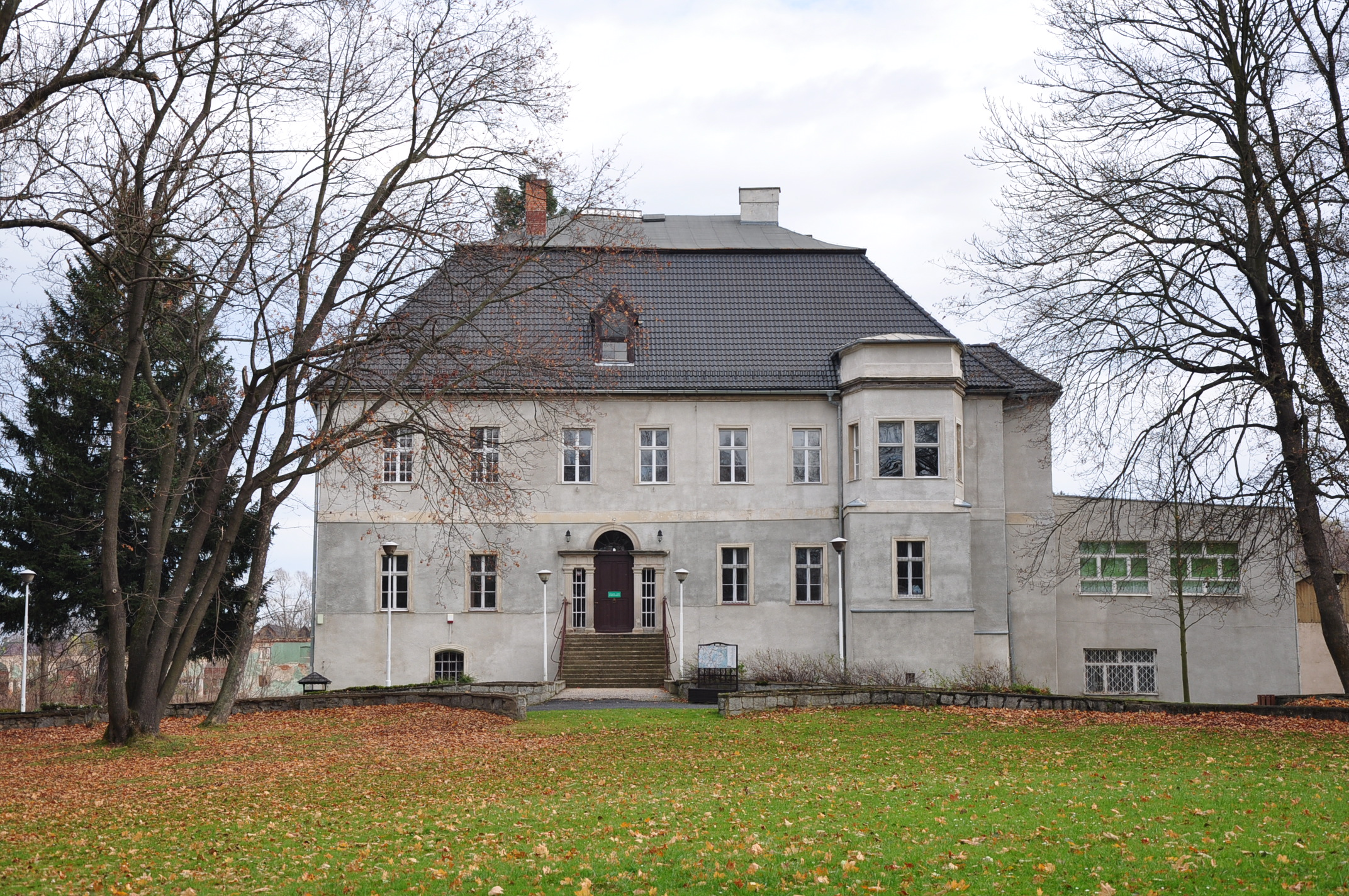
Schloss Bukowiec

Das Schloss Buchwald in Buchwald (Bukowiec) wurde in der zweiten Hälfte des 16. Jahrhunderts für die Familie von Zedlitz errichtet. Im Jahr 1785 erwarb es Friedrich Wilhelm Graf von Reden (1752–1815) und ließ es mit seiner Gemahlin Friederike im klassizistischen Stil umgestalten. Der Schlosspark ist Mitglied des Gartenkulturpfades beiderseits der Neiße.

## Verkehr
Die Woiwodschaftsstraße DW367 führt von der Kreisstadt Jelenia Góra über Kamienna Góra (Landeshut) nach Wałbrzych (Waldenburg). Bahnanschluss besteht mit der Station Wojanów  an der Bahnstrecke Breslau–Görlitz. Der nächste internationale Flughafen ist Breslau.